# Diva Nolf Nazário
Regina Cecília Maria Diva Nolf Nazário, mais conhecida por Diva Nolf Nazário, (Batatais, 22 de novembro de 1897 - 1966) foi uma ativista feminista brasileira, que se notabilizou pela luta pelo sufrágio feminino, tendo tentado em 1922 fazer o seu registo eleitoral, e por ter escrito o livro "Voto Feminino e Feminismo". 

## Biografia
Nasce em 1897 em Batatais, interior de São Paulo, filha de Ivão Nolf Filho Nazário e Maria Rita Pinto Nazário. 
Entre 1907 e 1917, a família muda-se para a Bélgica; o pai tem uma torrefação de café em Bruxelas, que exporta para o Brasil para uma casa comercial que tem em parceria com o cunhado.
Fez parte da Liga Paulista de Senhoras, instituição ligada à Federação Brasileira para o Progresso Feminino e criada em 1922, que tinha como principal objectivo a obtenção do sufrágio feminino. Foi também secretária-geral da Aliança Paulista pelo Sufrágio Universal.

### Estudos e sufrágio
Em 1922 ingressou na Faculdade de Direito de São Paulo. É também nesse ano que tenta fazer o alistamento eleitoral, por entender que o artigo 70o da Constituição de 1891 não lhe proibia o direito ao voto.  O juíz Affonso José de Carvalho indefere o pedido, alegando que a expressão "cidadão brasileiro" se referia a pessoas do sexo masculino, e não se reconhecia "ainda, no Brasil, a capacidade social da mulher para o exercício do voto. As restricções que se lhe impõem na ordem cível têm reflexo na ordem política. É certo que não existe em nossas leis uma exclusão expressa a esse respeito". 
Diva Nazário apelou por recurso junto da 1.a Vara vinte dias depois da decisão, alegando que esta se baseava em argumentos morais, sem aprofundamento da dimensão jurídica da questão, e que o papel da mulher na sociedade de então já se estendia ao trabalho fora do lar. No apelo, reforçava a ideia de que a expressão "cidadão" abarcava todos os brasileiros maiores de 21 anos, e uma vez que homens e mulheres estavam igualmente sujeitos a penas da lei, e não existia na Constituição uma exclusão específica de mulheres na definição de "cidadão", o seu direito de voto era legítimo.
A mulher brasileira tem direito de ser eleitora quando ela o quiser, sem lei especial, mas pela própria força da Constituição Federal.— Dina Nolf Nazário
Dois dias depois de fazer o pedido de recurso, este é novamente recusado pelo juiz, que rejeita a noção de sentimentalismo na sua decisão, e insiste que a natureza feminina não permitiria o exercício político. Envia o seu parecer à Junta de Recursos, que em 3 de julho de 1922 confirma o despacho. 

### Voto Feminino e Feminismo
Em 1923, Diva Nolf Nazário publica o livro Voto Feminino e Feminismo, onde reúne artigos sobre os direitos políticos da mulher e relata a sua experiência em tentar obter representação no sufrágio, para além de apelar à mudança da Constituição.
A primeira parte do livro: Casos Directos - Historico do meu pedido de alistamento descreve o processo de alistamento, desde o apoio paternal à surpresa dos funcionários da junta eleitoral e ao indiferimento do seu pedido pelo juiz. 
Na segunda parte: Casos indirectos a autora regista as sessões que trataram da redação dos artigos 70 e 71 e das discussões ocorridas na Constituinte no âmbito da votação do capítulo quatro. Anexa também uma carta de Juvenal Lamartine de Faria de junho de 1922 na qual ele se pronuncia sobre a sua tentativa de alistamento, e onde declara o seu apoio à causa feminina e convivência harmoniosa com Bertha Lutz.
Na terceira parte: Imprensa, Diva Nolf Nazário reune 50 artigos de periódicos paulistas e outros locais sobre os direitos políticos da mulher no Brasil e a sua tentativa de alistamento eleitoral. 
Bertha Lutz saudou a autora pela sua dedicação à causa feminista e à documentação do processo que levou a cabo.